# Ветко Тамара Іванівна
Тамара Іванівна Ветко (12 серпня 1927, Кримська АРСР — 4 серпня 2016, Кіров, Росія) — радянська і російська театральна актриса, народна артистка РРФСР.

## Життєпис
Тамара Ветко народилася в акторській родині: мати — актриса К. П. Ветковська, батько — режисер В. А. Ветко.
У 1944 році під час німецько-радянської війни закінчила студію при Сімферопольському російському театрі драми і комедії" в окупованому Криму, (педагог Олександра Перегонець, підпільниця).
У 1944—1946 роках виступала на сцені Читинського драматичного театру. Працювала в Самарському театрі драми імені М. Горького.
У 1946—1949, 1959—1963 і з 1964 року більше 50 років була актрисою Кіровського драматичного театру.
У 2012 році вийшла на пенсію.

## Нагороди та премії
- Заслужена артистка РРФСР (1969).
- Народна артистка РРФСР (18.02.1987).
- Премія імені Тетяни Єремеєвої «За честь і гідність» академічного Малого театру і адміністрації Тамбовської області (2009)[1].

## Роботи в театрі
- «Молода гвардія» за Олександром Фадєєвим — Уляна Громова
- «Старомодна комедія» О. М. Арбузова — Лідія Василівна
- «Гарольд і Мод» К. Хіггінса, Ж.-К. Каррьєра — Мод
- «Дорога Памела» Дж. Патріка — Памела
- «Сімейні ігри» Н. Птушкіної — Софія Іванівна
- «Дерева помирають стоячи» А. Касона — Еухенія
- «Ромул Великий» Ф. Дюрренматта — Юлія
- «Іванов» Антона Чехова — Авдотья Назарівна
- «Забути Герострата» Р. Горіна
- «Зойчина квартира» М. Булгакова
- «Капкан»